# School of Euphoria
School of Euphoria er det tredje studiealbum fra den danske synth-rockgruppe Spleen United. Albummet udkom den 30. januar 2012 på Copenhagen Records. Første single "Sunset to Sunset" udkom allerede den. 21. juni 2010, mens anden single "Days of Thunder" udkom 21. november 2011.
Den danske skuespiller og sangerinde Gitte Nielsen medvirker på nummeret "Misery", der handler om ensomhed og selvmordstanker. Om nummeret fortæller forsanger Bjarke Niemann: "Ligesom festen er en del af Spleen Uniteds historie, så er selvdestruktionen det også. Vi prøver at undgå at gøre de samme ting i vores liv, og derfor var det oplagt at udforske nogle af de mørke sider i selskab med Gitte."

## Spor
| #   | Titel                              | Længde |
| --- | ---------------------------------- | ------ |
| 1.  | "Days of Thunder"                  | 3:34   |
| 2.  | "Misery" (featuring Gitte Nielsen) | 4:27   |
| 3.  | "Sunset to Sunset"                 | 6:20   |
| 4.  | "Simplicity"                       | 4:23   |
| 5.  | "Euphoria"                         | 4:47   |
| 6.  | "π"                                | 1:49   |
| 7.  | "Bright Cities Keep Me Awake"      | 3:27   |
| 8.  | "Groundspeed"                      | 4:02   |
| 9.  | "μ"                                | 1:35   |
| 10. | "Loebner"                          | 4:13   |
| 11. | "It's a Wild Life"                 | 6:30   |